# Luis Felipe Cortés
Luis Felipe Cortés es un actor y modelo colombiano, reconocido por su actuación en la serie de televisión La Pola (2010) y en la película Saudó, laberinto de almas (2016).

## Carrera
En la ciudad de Cali, Cortés empezó a desempeñarse inicialmente como modelo, antes de mudarse a Bogotá, donde empezó a estudiar actuación. En 2008 obtuvo su primer papel en televisión en la serie El cartel de los sapos, interpretando el papel de Efraín. Dos años después apareció en un episodio de la serie Tu voz estéreo y obtuvo el reconocimiento nacional al interpretar a un esclavo llamado Juliano en la telenovela La Pola, basada en la vida de la heroína colombiana Policarpa Salavarrieta.
En 2011 integró el reparto de la telenovela Flor Salvaje y un año más tarde interpretó el papel de Renato en la serie El Capo. A partir de 2012 su presencia empezó a ser popular en producciones cinematográficas. Ese año protagonizó la película mexicana El arribo de Conrado Sierra y en 2015 integró el elenco del primer largometraje de Andrés Beltrán, Malos días. Un año después protagonizó la película de terror del director Jhonny Hendrix Hinestroza Saudó, laberinto de almas. También en 2016 apareció en la película de Fernando Vallejo Fragmentos de amor.

## Filmografía

### Cine
- 2012 - El arribo de Conrado Sierra
- 2015 - Malos días
- 2016 - Saudó, laberinto de almas
- 2016 - Fragmentos de amor

### Televisión
- 2008 - El cartel de los sapos
- 2010 - Tu voz estéreo
- 2010 - La Pola
- 2011 - Flor salvaje
- 2012 - El Capo
- 2013 - La selección
- 2016 - 2091